# Nakajima Ki-49

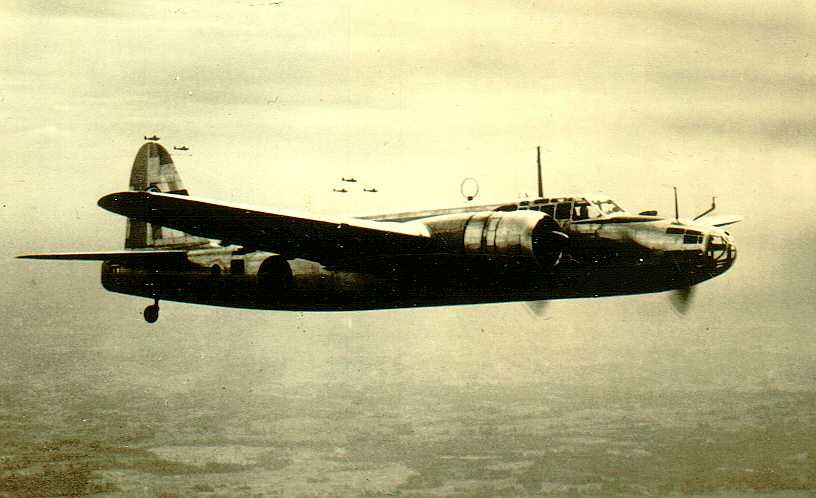
Ki-49 en vuelo sobre Japón en 1945

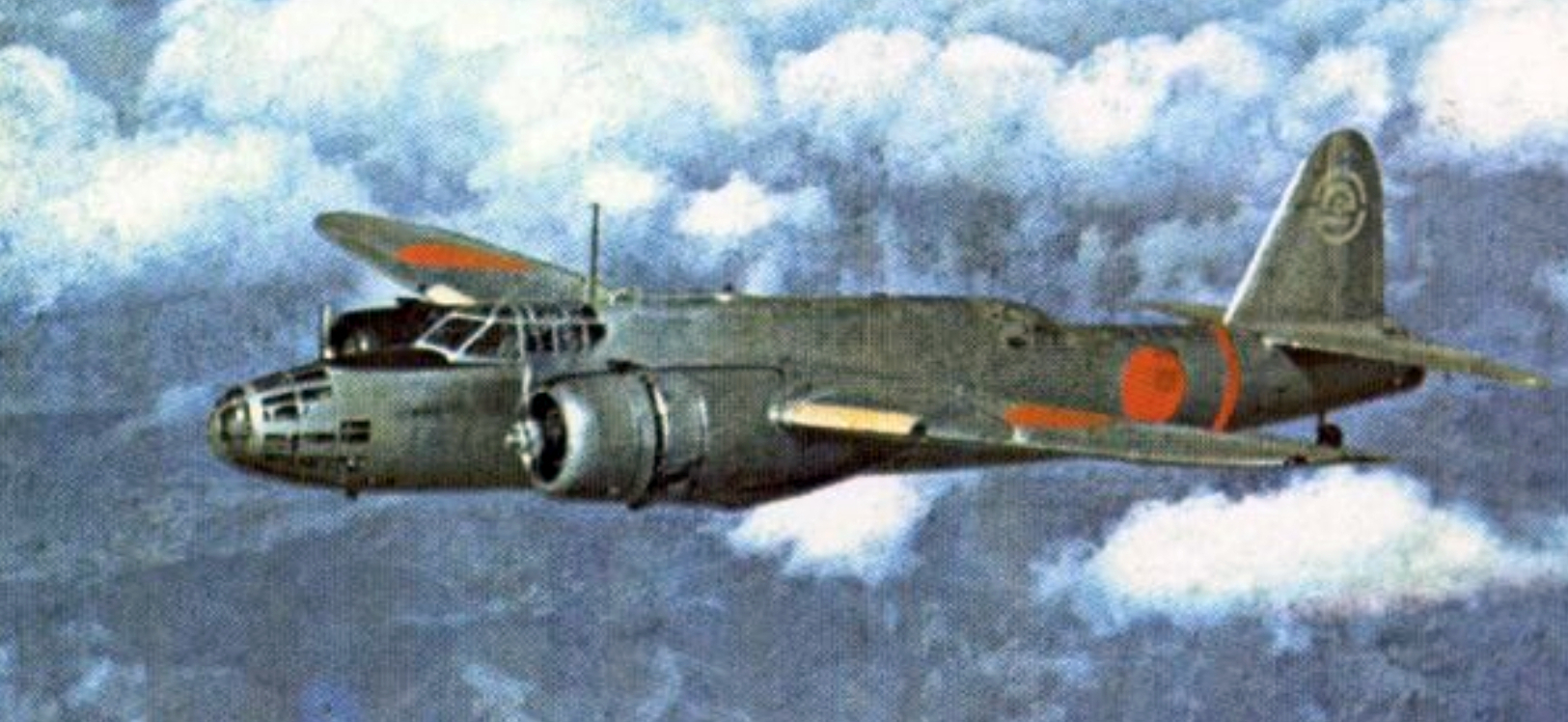
Ki-49 en la escuela de bombarderos pesados del ejército de Hamamatsu

El Nakajima Ki-49 Donryu (呑龍, "Dragón de tormenta") era un bombardero pesado bimotor japonés de la Segunda Guerra Mundial. Fue diseñado para llevar a cabo misiones de bombardeo diurno, sin la protección de cazas de escolta. En consecuencia, si bien su designación oficial, Bombardero Pesado del Ejército Tipo 100, era precisa en lo que respecta a su formidable armamento defensivo y blindaje, estas características restringieron el Ki-49 a cargas útiles comparables a las de los bombarderos medianos más ligeros: todas las versiones contaban con una bodega interna de bombas de 1000 kg de capacidad.
Se trataba de un monoplano en voladizo de ala media de construcción totalmente metálica, el Ki-49 fue uno de los primeros aviones japoneses equipados con una rueda de cola retráctil. De acuerdo con el sistema aliado de nombres en código, en el que los bombarderos llevan nombre de mujer, el Ki-49 fue apodado «Helen».

## Diseño y desarrollo
Diseñado según una especificación de finales de 1938 destinada a sustituir al Mitsubishi Ki-21 ("Sally"), que entró en servicio con el Servicio Aéreo del Ejército Imperial Japonés en 1938. Después de la experiencia con el uso en combate del Ki-21, el Ejército se dio cuenta de que, por muy avanzado que pudiera haber sido en el momento de su introducción, su nuevo bombardero Mitsubishi Ki-21 no podría operar sin escoltas de combate. Por dicha razón el ejército japonés decidió que su reemplazo debería tener la velocidad y el armamento defensivo suficiente para permitirle operar de forma independiente.
El prototipo voló por primera vez en agosto de 1939 y el programa de desarrollo continuó a través de tres prototipos y siete aviones de preproducción. Este primer prototipo estaba propulsado por un par de motores radiales Nakajima Ha-5 KA-I de 949 CV, pero los dos siguientes prototipos tenían los motores Nakajima Ha-41 de 932 kW (1250 CV) que estaban destinados a la versión de producción. Se construyeron siete prototipos más y estos completaron el programa de prueba de la aeronave. Finalmente, en marzo de 1941, el Donryu entró en producción como Bombardero Pesado del Ejército Tipo 100 Modelo 1.
Se fabricaron 129 Ki-49-I en Ohta y 700 de los modelos mejorados Ki-49-IIa y b de los cuales 649 se construyeron por Nakajima, 50 por el Arsenal Aéreo del Ejército de Tachikawa (Tachikawa Dai-Ichi Rikugun Kokusho) y unos pocos por Mansyu en Harbin (Manchuria) antes de que cesara la producción en diciembre de 1944.

## Histrorial de combate
En funcionamiento a partir del otoño de 1941, el Ki-49 entró en combate por primera vez en China. Después del estallido de la Guerra del Pacífico, también estuvo activo en el área de Nueva Guinea y en incursiones en Australia. Al igual que el prototipo, estas primeras versiones estaban armadas con cinco ametralladoras Tipo 89 de 7,7 mm y un cañón de 20 mm. La experiencia de combate en China y Nueva Guinea demostró que el Donryu carecía de potencia suficiente, lo que provocó que la capacidad de las bombas y la velocidad sufrieran. Por lo tanto, en la primavera de 1942 se fabricó una versión mejorada con un motor superior, equipada con motores Ha-109 más potentes que entró en producción como Bombardero Pesado del Ejército Tipo 100 Modelo 2A o Ki-49-IIa. El Modelo 2 también introdujo un blindaje mejorado y tanques de combustible autosellables, fue seguido por el Ki-49-IIb en el que las ametralladoras Ho-103 de 12,7 mm reemplazaron a tres de las ametralladoras Tipo 89 de 7,7 mm.
A pesar de estas mejoras, las pérdidas continuaron aumentando a medida que aumentaba la cantidad y la calidad de los cazas aliados. A principios de 1943, se produjeron retrasos a la hora de aumentar la potencia debido a dificultades de desarrollo con los motores Nakajima Ha-117 de 1805 kW (2421 CV) y el Ki-49-III nunca entró en producción con solo seis prototipos en construcción.

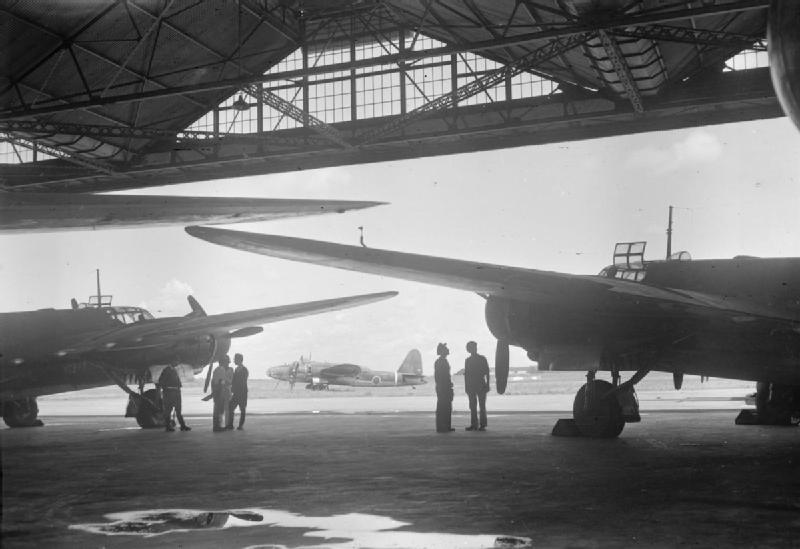
Tropas británicas inspeccionan varios Ki-49 capturados en el aeródromo de Kalidjati, en Java, en 1945.

Aunque operó en todos los frentes, el Ki-49 no fue muy efectivo y muchos de ellos fueron destruidos en la batalla del golfo de Leyte, a finales de 1944 todos los aviones supervivientes estaban sirviendo en misiones no bélicas o fueron usados en ataques suicidas; algunos se utilizaron como aviones de patrulla marítima dotados de radar antibuque o detectores de minas magnéticasː Tres de ellos fueron convertidos en cazas pesados de escolta Ki-58, mientras que otros dos fueron reconstruidos como guías de formaciones Ki-80 para ataques de cazabombardero o suicidas.

## Variantes
- Ki-49 - Prototipos y modelos de pre-serie con un motor Nakajima Ha-5 KAI de 708 kW (949 cv) o el motor Ha-4 de 930 kW (1250 cv). La pre-serie con pequeñas modificaciones del prototipo.
- Ki-49-I - Bombardero Pesado del Ejército Tipo 100 Modelo 1, primera versión de producción.
- Ki-49-II - Dos prototipos equipados con dos motores de pistones radiales Nakajima Ha-109.
- Ki-49-IIa - Bombardero Pesado del Ejército Tipo 100 Modelo 2A, Versión de producción con motores Ha-109 y armamento como Modelo 1.
- Ki-49-IIb - Versión del Modelo 2 con ametralladoras Ho-103 de 12,7 mm que sustituyen a las armas de calibre 7.7 mm.
- Ki-49-III - Seis prototipos equipados con dos motores Nakajima Ha-117 de 2421 CV. No estaba listo para agosto de 1945, aunque se construyeron seis ejemplares.[2]
- Ki-58 - Caza pesado de escolta con motores Ha-109, un cañón de 5 x 20 mm, tres ametralladoras de 12,7 mm. tres prototipos construidos.
- Ki-80 - Avión especializado para marcado de objetivos, dos prototipos; empleados como bancos de pruebas de motores.

## Operadores
Imperio del Japón
- Servicio Aéreo del Ejército Imperial Japonés;

Operadores en la posguerra
 Indonesia
- Fuerza Aérea del Ejército Nacional de Indonesia

 Tailandia
- Real Fuerza Aérea Tailandesa Utilizó un Nakajima Ki-49 como transporte de posguerra, durante 1945-46

 Francia
- Fuerza Aérea Francesa Se utilizaron tres aviones capturados entre 1946 y 1949 en la Guerra de Indochina

 Indonesia
- Fuerza Aérea del Ejército Nacional de Indonesia Los aviones ex japoneses fueron operados por las fuerzas guerrilleras de Indonesia después de la guerra.[7]

## Especificationes

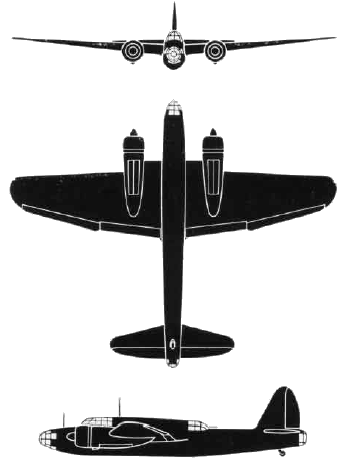

Datos extraídos de "Japanese Aircraft of the Pacific War" y de Guía ilustrada de los bombarderos de la Segunda Guerra Mundial II.

### Características
- Tripulación: ocho (piloto, copiloto, bombardero, navegante, operador de radio / artillero y tres artilleros)
- Longitud: 16,5 m
- Envergadura: 20,42 m
- Altura: 4,25 m
- Superficie alar: 69,05 m2
- Peso vacío: 6530 kg
- Peso bruto: 10,680 kg
- Peso máximo al despegue: 11,400 kg
- Planta motriz: dos motores radiales Nakajima Ha-41 de 14 cilindros en doble estrella refrigerados por aire, de 1250 CV cada uno para el despegue o 1300 CV a 5280 m
- Hélices: Hélices metálicas de velocidad constante de tres palas.

### Prestaciones
- Velocidad máxima: 492 km/h a 5000 m
- Velocidad de crucero: 350 km/h a 3000 m
- Alcance: 2000 km
- Alcance a velocidad de cruceroː 2950 km (1590 millas náuticas)
- Techo de vuelo: 9300 m
- Régimen de ascenso: 5000 m en 13 minutos 39 segundos
- Carga alar: 154,7 kg / m2

### Armamento
- Un cañón Ho-1 de 20 mm accionado manualmente en la posición dorsal y cinco ametralladoras Tipo 89 de 7,7 mm (una en la proa, dos en posiciones laterales, una ventral y una en la cola).
- Hasta 1000 kg de bombas en la bodega de bombas interna

### Aeronaves similares
- Mitsubishi Ki-30
- Fokker T.V
- Heinkel He 111
- Ilyushin Il-4
- Junkers Ju 188
- Martin B-26 Marauder
- Mitsubishi G4M
- Mitsubishi Ki-67
- North American B-25 Mitchell
- Vickers Wellington

### Listas relacionadas
- Anexo:Aeronaves militares utilizadas en la Segunda Guerra Mundial
- Anexo:Aviones del Ejército Imperial Japonés